# Podgrzybnica gołąbkowa

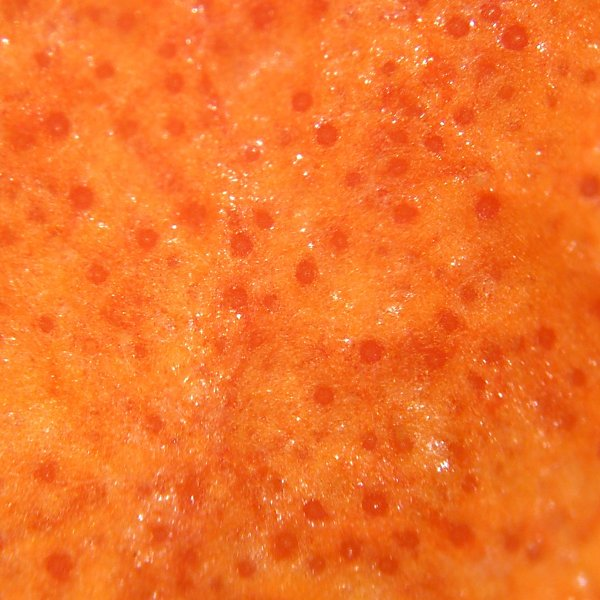
Powiększony obraz przekroju: perytecja Hypomyces lactifluorum wyróżniają się jako ciemniejsze punkty na tle subikulum

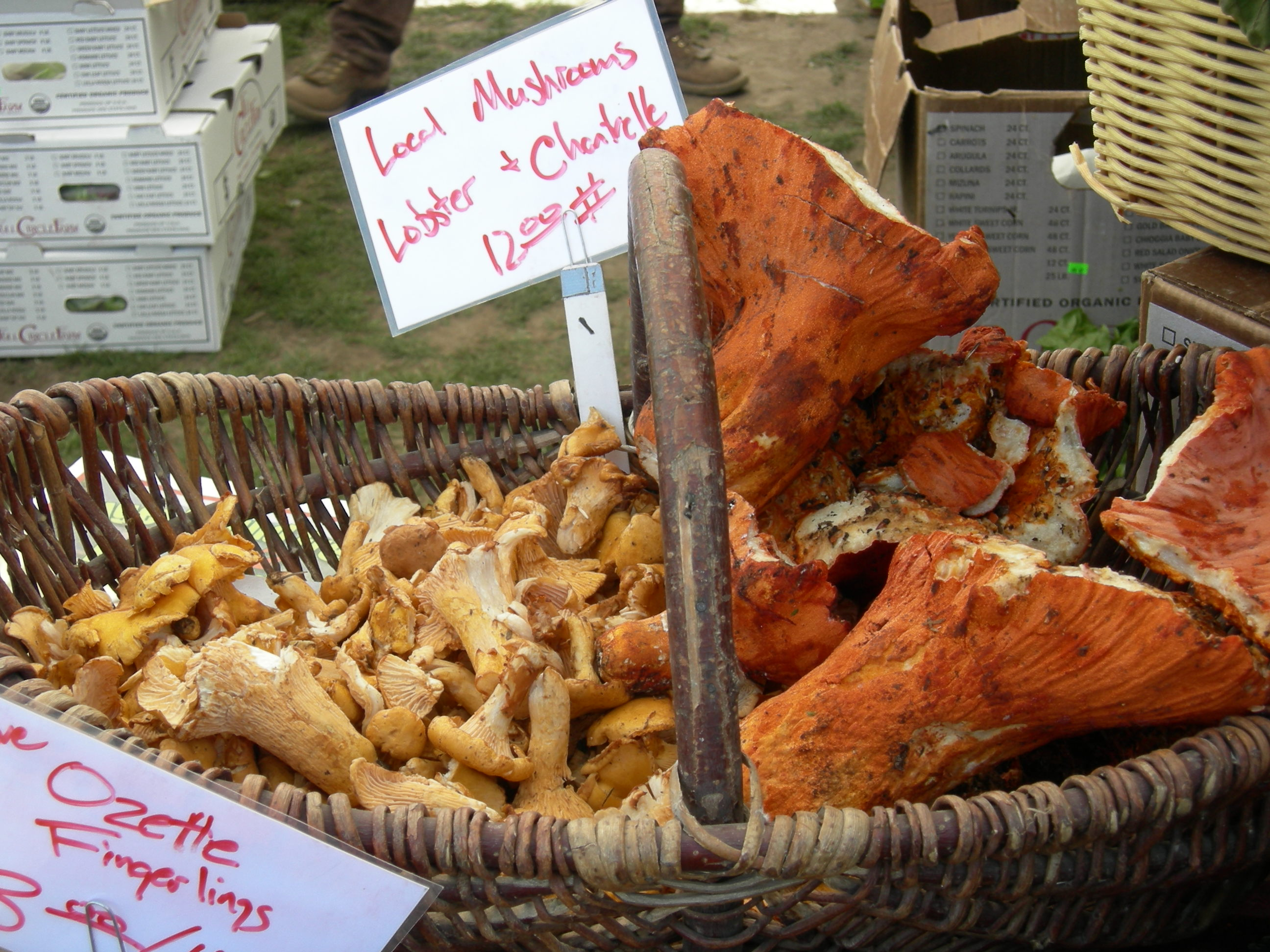
Kurki i podgrzybnica gołąbkowa

Podgrzybnica gołąbkowa (Hypomyces lactifluorum (Schwein.) Tul.) – gatunek grzyba z rodziny Hypocreaceae. Pasożytniczy grzyb workowy, atakujący grzyby z rodziny gołąbkowatych. W angielskim obszarze językowym spasożytowane przez niego owocniki z powodu swojego koloru podobnego do ugotowanego homara są też nazywane lobster mushrooms. W Ameryce Północnej jest to grzyb handlowy.

## Systematyka i nazewnictwo
Pozycja w klasyfikacji według Index Fungorum: Hypomyces, Hypocreaceae, Hypocreales, Hypocreomycetidae, Sordariomycetes, Pezizomycotina, Ascomycota, Fungi.
Po raz pierwszy zdiagnozował go w 1822 r. Lewis David von Schweinitz nadając mu nazwę Sphaeria lactifluorum. Obecną, uznaną przez Index Fungorum nazwę nadali mu w 1860 r. Louis René Tulasne i Charles Tulasne.
Synonimy:
- Hypolyssus lactifluorum (Schwein.) Kuntze 1898
- Sphaeria lactifluorum Schwein. 1822

Nazwę polską zarekomendowała w 2021 r. Komisja ds. Nazewnictwa Grzybów przy Polskim Towarzystwie Mykologicznym.

## Cechy
Cechy makroskopowe
Podgrzybnica gołąbkowa pokrywa swoją grzybnią owocniki gołąbków i mleczajów, tworząc na nich twardą, podobną do pleśni warstwę. Jej strzępki nadają im barwę od jasnopomarańczowej do czerwono-fioletowej. Miąższ grzyba pozostaje biały. Charakterystyczne są fałdki na spodniej stronie kapelusza, będące pozostałościami blaszek, oraz nieregularny kształt kapelusza i trzonu. Naturalnie gorzki Russula brevipes staje się po infekcji przez podgrzybnicę gołąbkową atrakcyjnym grzybem jadalnym o przyjemnej konsystencji, zachęcającym aromacie i dobrym smaku.
Regularnie rozłożone perytecja wyglądają jak ciemniejsze punkty na zainfekowanym kapeluszu grzyba-gospodarza. Perytecja mają kształt od jajowatego do gruszkowatego, osiągają rozmiar 400–600 × 200–450 mikrometrów, zabarwione są ciemniej niż otaczające je subikulum.
Cechy mikroskopowe
Długie cylindryczne worki grzyba mają przeciętnie rozmiar 200–260 × 5–10 mikrometrów, a askospory 35–50 × 4–5 mikrometrów. Są one wyraźnie brodawkowane, wrzecionowate i zawsze składają się z dwóch komórek. Zarówno perytecja, jak też strzępki przyjmują pod działaniem KOH kolor ciemnoczerwony do czarno-fioletowego.

## Ekologia
Grzyb nagrzybny pasożyt. Podgrzybnica gołąbkowa infekuje gołąbki Russula sect. Plorantes, szczególnie Russula brevipes i białe mleczaje Lactarius sect. Albati, takie jak mleczaj biel (Lactarius piperatus). Niektórzy autorzy opracowań powątpiewają jednak w tak wąską specjalizację w doborze gospodarza.
Badania nad przebiegiem infekcji Russula brevipes wykazały, że DNA pasożytniczego Hypomyces lactifluorum jest obecne i dość równo rozłożone w całym owocniku gospodarza, choć pomarańczowe zabarwienie widoczne jest tylko na powierzchni jego kapelusza a miąższ nie wykazuje wyraźnie widocznych objawów infekcji. DNA gospodarza jest również obecne, choć jego ilość maleje na krawędziach przekroju owocnika. Co więcej, ilość tego DNA szybko spada także w miarę upływu czasu i postępu procesu opanowywania organizmu gospodarza przez pasożyta. Również obecność specyficznych metabolitów zmienia się w wyniku infekcji: naturalnie występujące w Russula brevipes związki terpenowe w ogóle nie są wykrywane w grzybie zainfekowanym, ubywa także związków fenolowych. Bardzo rośnie za to ilość kwasów tłuszczowych, często występujących w grzybach jadalnych. Jak konkludują autorzy, we w pełni spasożytowanym organizmie gospodarza pozostają go w istocie tylko śladowe ilości.

## Występowanie
Grzyb występuje wyłącznie w Ameryce Północnej, przy czym w Kanadzie w prowincjach Manitoba, Nowy Brunszwik, Nowa Szkocja, Ontario, Wyspa Księcia Edwarda i Quebec, w USA na wschód od Missisipi oraz w stanach Arizona, Kolorado, Idaho, Iowa, Kansas, Missouri, Nowy Meksyk Oregon, Teksas, Waszyngton oraz Dakota Północna. W Meksyku występuje w prowincjach Chiapas, Chihuahua, mieście Meksyk, Durango, Guerrero, Hidalgo, Jalisco, Morelos, Nuevo León, Puebla i Veracruz. Rośnie także w Gwatemali.

## Znaczenie gospodarcze
Podgrzybnica gołąbkowa jest cenionym grzybem jadalnym oraz obiektem handlu w Meksyku pod nazwami „trompa de puerco” i „enchilado”, w Gwatemali pod nazwą „trompa de coche”, a pod nazwą „lobster mushroom” w USA i Kanadzie. Żadne z powyższych źródeł nie wskazuje na zbieranie i handel niezainfekowanymi grzybami z gatunków porażanych przezeń. Angielskojęzyczna nazwa pochodzi od koloru grzyba, który kojarzy się z ugotowanym homarem, a także smaku i aromatu owoców morza, które wykazują po przyrządzeniu.